# ヨニー・ヘルナンデス (野球)
- ヨニー・エルナンデス

ヨニー・ホセ・ヘルナンデス（Yonny José Hernández, 1998年5月4日 - ）は、ベネズエラのモナガス州マトゥリン出身のプロ野球選手（内野手）。右投両打。MLBのロサンゼルス・ドジャース所属。

## 経歴

### プロ入りとレンジャーズ時代
2014年7月にアマチュア・フリーエージェントでテキサス・レンジャーズと契約してプロ入り。
2015年、傘下のルーキー級ドミニカン・サマーリーグ・レンジャーズでプロデビュー。44試合に出場して打率.233、13打点、5盗塁を記録した。
2016年もルーキー級ドミニカン・サマーリーグ・レンジャーズでプレーし、61試合に出場して打率.293、31打点、32盗塁を記録した。
2017年はルーキー級アリゾナリーグ・レンジャーズ、A-級スポケーン・インディアンス、AA級フリスコ・ラフライダーズでプレーし、3球団合計で53試合に出場して打率.233、1本塁打、21打点、17盗塁を記録した。
2018年はA級ヒッコリー・クロウダッズとAA級フリスコでプレーし、2球団合計ででプレーし、119試合に出場して打率.261、2本塁打、41打点、46盗塁を記録した。
2019年はA+級ダウンイースト・ウッドダックスとAA級フリスコでプレーし、2球団合計で122試合に出場して打率.289、50打点、33盗塁を記録した。オフにはオーストラリアン・ベースボールリーグのオークランド・トゥアタラでプレーした。
2020年は新型コロナウイルスの影響でマイナーリーグの試合が開催されなかったため、公式戦の出場は無かった。
2021年は5月のマイナーリーグ開幕からAAA級ラウンドロック・エクスプレスでプレーし、61試合に出場して打率.250、1本塁打、21打点、13盗塁を記録した。 8月5日にメジャー契約を結んでアクティブ・ロースター入りし、同日のロサンゼルス・エンゼルス戦にて「9番・三塁手」で先発出場してメジャーデビュー（この試合では2打数無安打1四球）。この年はメジャーで43試合に出場して打率.217、6打点、11盗塁を記録した。

### ダイヤモンドバックス時代とアスレチックス時代
2022年4月7日にジェファーソン・エスピナルとのトレードで、アリゾナ・ダイヤモンドバックスへ移籍した。オフの11月3日にウェイバー公示を経て、オークランド・アスレチックスに移籍したが、12月14日にDFAとなった。

### ドジャース時代
アスレチックスを戦力外となった翌日の12月15日に金銭トレードでロサンゼルス・ドジャースに移籍した。

## 詳細情報

### 年度別打撃成績
| 年 度    | 球 団    | 試 合 | 打 席 | 打 数 | 得 点 | 安 打 | 二 塁 打 | 三 塁 打 | 本 塁 打 | 塁 打 | 打 点 | 盗 塁 | 盗 塁 死 | 犠 打 | 犠 飛 | 四 球 | 敬 遠 | 死 球 | 三 振 | 併 殺 打 | 打 率 | 出 塁 率 | 長 打 率 | O P S |
| -------- | -------- | ----- | ----- | ----- | ----- | ----- | -------- | -------- | -------- | ----- | ----- | ----- | -------- | ----- | ----- | ----- | ----- | ----- | ----- | -------- | ----- | -------- | -------- | ----- |
| 2021     | TEX      | 43    | 166   | 143   | 15    | 31    | 5        | 0        | 0        | 36    | 6     | 11    | 2        | 1     | 1     | 17    | 0     | 4     | 32    | 2        | .217  | .315     | .252     | .567  |
| 2022     | ARI      | 12    | 28    | 24    | 2     | 2     | 0        | 0        | 0        | 2     | 0     | 2     | 0        | 2     | 0     | 2     | 0     | 0     | 4     | 0        | .083  | .154     | .083     | .237  |
| MLB：2年 | MLB：2年 | 55    | 194   | 167   | 17    | 33    | 5        | 0        | 0        | 38    | 6     | 13    | 2        | 3     | 1     | 19    | 0     | 4     | 36    | 2        | .198  | .293     | .228     | .521  |

- 2022年度シーズン終了時

### 背番号
- 65（2021年）
- 19（2022年）
- 60（2023年 - ）